# Юттнер, Артур
Артур Юттнер (нем. Arthur Jüttner; 18 августа 1908—1 декабря 2003) — немецкий офицер, участник Второй мировой войны, полковник, кавалер Рыцарского креста с Дубовыми листьями и Мечами.

## Начало военной карьеры
В апреле 1926 года поступил добровольцем на военную службу, рядовым в пехотный полк. С 1930 — унтер-офицер, с 1935 — фельдфебель. С апреля 1938 — старший лейтенант. К началу Второй мировой войны — капитан, командир пехотной роты.

## Вторая мировая война
Участвовал в Польской кампании (1939), награждён Железными крестами обеих степеней.
Участвовал во Французской кампании (1940), замещал заболевшего командира батальона.
С 22 июня 1941 — участвовал в германо-советской войне. Бои в Белоруссии, затем в районе Смоленска, на Московском направлении. В декабре 1941 — награждён Рыцарским крестом.
С 1 января 1942 — майор, командир батальона 8-й пехотной дивизии. Бои в Демянском котле. В феврале 1943 — награждён Золотым немецким крестом.
В апреле-июне 1943 — прошёл обучение на курсах полковых командиров, вновь на Восточном фронте, командиром гренадерского полка 383-й пехотной дивизии (в районе Орла, на северном фасе Курской дуги). С сентября 1943 — подполковник.
С марта 1944 — полковник. В июне 1944 началась советская операция «Багратион» (наступление в Белоруссии). Полк Юттнера оказался в Бобруйском котле, однако сумел за полтора месяца с боями и большими потерями пройти 700 километров на запад и соединиться с немецкими войсками в районе Августова. В октябре 1944 года полковник Юттнер был награждён Дубовыми листьями к Рыцарскому кресту, назначен командиром гренадерского полка новой 62-й народно-гренадерской дивизии (на Западном фронте).
В декабре 1944 — в Арденнском наступлении. В феврале 1945 — отступление за Рейн. С 10 марта 1945 — полковник Юттнер командует 62-й народно-гренадерской дивизией, 5 апреля 1945 — награждён Мечами (№ 141) к Рыцарскому кресту с Дубовыми листьями, 17 апреля 1945 — с остатками дивизии взят в американский плен.

## После войны
В 1947 году отпущен из американского плена.